# Farfisa Soundmaker
| Farfisa Soundmaker  | Farfisa Soundmaker                                |
| Allgemeines         | Allgemeines                                       |
| ------------------- | ------------------------------------------------- |
| Hersteller          | Farfisa                                           |
| Typ                 | Analogsynthesizer                                 |
| Zeitraum            | 1979–1981                                         |
| Preis               | 900 £ (1982)                                      |
| Technische Daten    |                                                   |
| Polyphonie          | ja                                                |
| Multitimbralität    | ja, dreifach                                      |
| Klangsynthese       | analog subtraktiv                                 |
| Filter              | Tiefpass                                          |
| Envelope            | max. vierstufig (Attack, Decay, Sustain, Release) |
| Effekte             | Vibrato, Pitch-Bender, Portamento, Glide          |
| Eingabe und Ausgabe |                                                   |
| Klaviatur           | 61 Tasten                                         |
| Pedale              | Volume-Pedal                                      |
| Ext. Synchr.        | keine                                             |
| Tonausgabe          | Mono                                              |

Der Farfisa Soundmaker ist ein analoger Streicherkeyboard-Synthesizer-Hybride der italienischen Firma Farfisa. Er wurde 1979 vorgestellt und war das einem vollwertigen Synthesizer am nächsten kommende Instrument des Unternehmens, auch wenn die Klangerzeugung weiterhin auf Streicherkeyboard-Technik basierte, die mit der Klangerzeugung elektronischer Orgeln vergleichbar war.

## Das Instrument

### Klaviatur und Bedienung

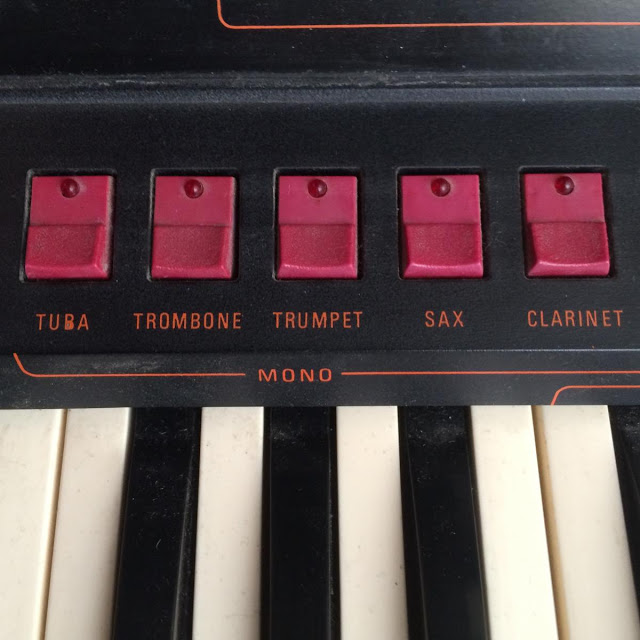
Monophone Sektion (Ausschnitt)

Der Soundmaker ist mit einer 61-tastigen Klaviatur ausgestattet und deckt insgesamt fünf Oktaven ab. Er verfügt sowohl über vorgegebene Klänge, welche mit Druckknöpfen auf der Stirnseite oberhalb der Tastatur auswählbar und in drei Sektionen unterteilt sind, als auch Möglichkeiten, die Presetklänge mit Synthesizereffekten zu verändern. Rote LEDs in den Druckknöpfen zeigen an, ob eine Funktion aktiviert ist. Polyphone und monophone Sektion können einzeln stummgeschaltet werden (Cancel-Druckknöpfe), dies ist für die Strings-Sektion nicht möglich. Wie bei Streicherkeyboards der 1970er-Jahre üblich handelt es sich nur um simple Klangnachahmungen, die jedoch einen weiten Klangspielraum abdecken.

### Klangsektionen
Es können vier polyphone Stimmen (Klavier, Honky-Tonk-Klavier, Cembalo und ein generischer Blechbläser-Klang), zwölf monophone Stimmen (Tuba, Posaune, Trompete, Baritonsaxophon, Klarinette, Oboe, Flöte, Piccolo, Geige, Akkordeon, E-Bass und E-Gitarre) sowie zwei Strings-Stimmen je eine Oktave versetzt, die mit Orgel-Fußhöhen beschrieben werden (8' und 4'). Je eine monophone sowie eine polyphone Stimme und eine Strings-Stimme sind kombinierbar. Sowohl die monophone als auch polyphone Sektion kann im Verhältnis zur Strings-Sektion stufenlos transponiert werden. Die Lautstärke ist für alle drei Sektionen einzeln steuerbar.

### Effekte und Funktionen
Zur Klanggestaltung für die monophone Sektion verfügt das Instrument über ein stufenloses Portamento. Für die polyphone Sektion kann nur der Cutoff (hier Brilliance genannt) des Tiefpassfilters eingestellt werden. Zudem steht ein einstufiger, vordefinierter Vibrato-Effekt für das Brass-Preset zur Verfügung. Die Strings-Sektion ist mit einem eigenen Tiefpassfilter ausgestattet, dessen Cutoff frei eingestellt werden kann. Außerdem kann mit einem einfachen Hüllkurvengenerator Attack und Release (hier falsch als Sustain bezeichnet) eingestellt werden.
Der Synthesizer selbst nutzt die vorgegebenen monophonen Klänge als Basis und verfügt über einen einzelnen LFO (hier nur als Oscillator bezeichnet), der entweder eine Sägezahnschwingung oder eine Rechteckschwingung ausgeben kann. Es kann die Geschwindigkeit sowie die Intensität des LFO gesteuert werden. Der Effekt kann auf den kompletten Hüllkurvengenerator (Attack, Decay, Sustain, Release), nur den Attack, nur den Release oder den Grundklang selbst angewendet werden. Außerdem steht ein Tiefpassfilter zur Verfügung, der entweder eigenständig oder mit dem LFO synchronisiert werden kann und gleichzeitig an die Hüllkurve koppelbar ist.
Für die Klaviatur ist zudem ein primitiver Aftertouch-Effekt verfügbar, je nach Stärke des Tastendrucks wird entweder der Cutoff des Filters der Monosektion (Mono Brill.), LFO-Intensität (Oscil.), Glide der Monosektion oder der Cutoff des Brass-Klanges der Polysektion (Brass Brill.) variiert. Es ist ein Splitting des Keyboards möglich – so können verschiedene Klänge unabhängig voneinander auf den zwei Hälften der Klaviatur (Splitpunkt in der Mitte) gespielt werden. Mit Poli & Strings In Mono wird die Ausgabe der polyphonen Sektion in die Signalkette der Monosektion eingeschleift. Dadurch sind weiterreichende Effekte möglich, die Signaltrennung in der Ausgabe entfällt dabei aber.
Auf der hinteren linken Seite verfügt der Soundmaker über insgesamt fünf Schnittstellen. Die Tonausgabe erfolgt entweder gemeinsam über eine 6,35-mm-Buchse oder in monophone und polyphone/String Sektion aufgetrennt zwei solche Buchsen. So kann z. B. der polyphonen Sektion ein Phaser-Effekt zugefügt werden, ohne die monophone Sektion dadurch zu beeinflussen. Zudem steht ein Kopfhöreranschluss zur Verfügung. Außerdem kann ein externes Signal in die Signalkette des Soundmakers eingeschleift werden, dazu ist auch eine Input-Buchse verbaut. Die Lautstärke kann durch einen daneben installierten Potentiometer reguliert werden.
Der Netzschalter befindet sich ganz rechts auf der Vorderseite und leuchtet bei eingeschaltetem Instrument rot auf.

### Lieferumfang und Gehäuse
Im Lieferumfang enthalten war neben Garantieunterlagen, Handbuch, Reparaturplänen und Notenständer zudem ein Volume-Pedal, welches an der Rückseite angeschlossen werden konnte und ähnlich einem Schwellpedal an einer Orgel die Steuerung der Gesamtlautstärke mit dem Fuß ermöglichte. Das Netzkabel ist abziehbar, der entsprechende Stecker befindet sich auf der Rückseite.
Das Instrument wurde als Zusatz zu den in den 1970er-Jahren üblichen elektronischen Orgeln konzipiert und so gestaltet, dass es oben auf der Orgelverkleidung Platz finden konnte. Es wurde nur eine Variante mit einem stattlichen, schweren Holzgehäuse gefertigt.

## Wirkung
Die Verkaufszahlen blieben wie die Produktionszahlen sehr gering. Auffällig ist das Gewicht des Soundmakers, das für einen Synthesizer seines Größenformats mit 27 kg im ungewöhnlich hohen Bereich liegt.